# Martyrium
Martyrium è il secondo album della band norvegese Antestor. L'album fu registrato e mixato tra la fine del 1994 e l'inizio del 1995 e, inizialmente, fatto circolare solo in pochissime copie autoprodotte, formate da un bootleg con cassetta. Dopo la pubblicazione per la Cacophonus Records di The Return of the Black Death, nel 2000 fu ripubblicato dall'etichetta cristiana svedese EndTime Productions con una nuova veste grafica.

## Tracce
1. Spiritual Disease – 6:42
2. Materalisic Lie – 3:13
3. Depressed – 6:43
4. Thoughts – 7:09
5. Under the Sun – 5:00
6. Inmost Fear – 5:38
7. Searching – 3:00
8. Martyrium – 2:59
9. Mercy Lord – 6:40

## Formazione
- Kjetil Molnes (aka Martyr) - voce
- Erling Jorgensen (aka Pilgrim) - chitarra
- Lars Stokstad (aka Vemod) - chitarra
- Svein Sander (aka Armoth) - batteria
- Vegard Undal (aka Gard) - basso